# Parestèsia
La parestèsia  es defineix com la sensació anormal dels sentits o de la sensibilitat general que es tradueix en una sensació de formigueig, entumiment, adormiment, esponjament, punxada, calfreds, ardor, etc., sense causa física aparent. Pot ser produïda per una patologia en qualsevol sector de les estructures del sistema nerviós central o perifèric.
Les parestèsies solen ser indolores i poden ocórrer a qualsevol part del cos. Concretament, l'entumiment i formigueig són sensacions anormals, que tot i que es poden produir en qualsevol part del cos, són més usuals en les mans, peus, braços i cames.
Aquest fenomen pot rebre altres noms, com: pèrdua de sensibilitat, pèrdua de les sensacions, sensació de formigueig i entumiment, adormiment o ardor, o pèrdua de la sensibilitat superficial i profunda.

## Etimologia
La paraula parestèsia prové del grec para ("al costat", és a dir, anormal) i aisthesia ("sensació").

## Símptomes
Generalment, la persona no s'adona fàcilment d'aquesta sensació. La part afectada s'entumeix i queda rígida, però flexible, i resulta molt difícil posar en funcionament normal parts que es mouen gràcies a les articulacions. Es presenta una sensació d'augment de densitat muscular, seguida d'un formigueig continu, agut i que es torna mordaç en recolzar la zona afectada sobre una superfície dura o tova i que s'estén a tot un peu, mà, braç o cama del cos. Quan comença a desaparèixer, cosa que s'aconsegueix esforçant-se a fer funcionar l'extremitat, fent que les sensacions de sobredensitat i formigueig es redueixin fins a desaparèixer, seguides d'una sensació de fred que s'estén pels terminals nerviosos i que gradualment es reajusta a la temperatura de la resta del cos

## Causes
La parestèsia pot ser transitòria o crònica i pot tenir qualsevol de les desenes de possibles causes subjacents. Les parestèsies solen ser indolores i poden ocórrer a qualsevol part del cos, però més sovint es produeixen als braços i les cames.

### Transitòria
Altres exemples comuns de parestèsia es donen quan s'ha aplicat una pressió sostinguda sobre un nervi, inhibint o estimulant la seva funció. L'eliminació de la pressió normalment dona lloc a un alleujament gradual d'aquestes parestèsies. La majoria de les parestèsies induïdes per la pressió són el resultat de postures incòmodes, com ara estar asseguts amb les cames creuades durant períodes prolongats.
La hiperèmia reactiva, que es produeix quan es restableix el flux sanguini després d'un període d'isquèmia, pot anar acompanyada de parestèsia, per exemple, quan els pacients amb malaltia de Raynaud es tornen a escalfar després d'un episodi de fred.
També s'han informat casos de parestèsia amb freqüències variables després de la ingesta de la vacuna contra l'àntrax, la grip, el VPH i la COVID-19.

### Crònica
Parestèsia crònica (parestèsia de Berger, Sinagèsia, o parestèsia de Bernhardt) indica un problema amb el funcionament de les neurones o una mala circulació. La irritació d'un nervi també pot provenir d'una inflamació del teixit. Les condicions articulars com l'artritis reumatoide, l'artritis psoriàsica i la síndrome del túnel carpià són fonts habituals de parestesia.
En persones grans, la parestèsia és sovint el resultat d'una mala circulació a les extremitats (com en la malaltia vascular perifèrica), sovint causada per ateroesclerosi, l'acumulació de placa a les parets de les artèries durant dècades, amb eventuals ruptures de placa, coàguls interns les ruptures, i la posterior cicatrització del coàgul, però deixant enrere l'estrenyiment o el tancament de les obertures de l'artèria, localment i/o en branques més petites aigües avall. Sense un subministrament adequat de sang i nutrients, les cèl·lules nervioses ja no poden enviar senyals adequadament al cervell. Per això, la parestèsia també pot ser un símptoma de deficiència de vitamines o altres malnutricions, així com trastorns metabòlics com la diabetis, l'hipotiroïdisme o l'hipoparatiroïdisme. També pot ser un símptoma d'intoxicació per mercuri.

### Acroparestèsia
L'acroparestèsia és un dolor intens a les extremitats i pot ser causat per la malaltia de Fabry, un tipus d'esfingolipidosi.
També pot ser un signe d'hipocalcèmia.

### Odontologia
La parestèsia dental és la pèrdua de sensació causada per l'administració d'anestèsia maxil·lar o mandibular abans del tractament dental.
Les causes potencials inclouen un traumatisme introduït a la beina del nervi durant l'administració de la injecció, hemorràgia sobre la beina, tipus d'anestèsic més propensos a efectes secundaris que s'utilitzen o administració d'anestèsic contaminat amb alcohol o solucions esterilitzants.

## Altres causes
Una de les causes de la parestèsia pot ser el dany directe del nervi particular que alimenta la part del cos on s'experimenta aquesta sensació., és a dir, la neuropatia, que pot derivar-se d'una lesió, com ara la congelació ; infeccions com la malaltia de Lyme ; o pot ser indicatiu d'un trastorn neurològic actual. Si una persona té, per exemple, una lesió en el coll, pot experimentar la sensació en qualsevol lloc al llarg del braç o la mà. De manera similar, una lesió en la part baixa de l'esquena pot causar ciática: una sensació d'entumiment o formigueig en la part posterior inferior de la cama.
La neuropatia també és un efecte secundari d'algunes quimioteràpies, com en el cas de la neuropatia perifèrica induïda per la quimioteràpia.
Altres causes poden incloure:
- Tabes dorsal.
- Neuropatia perifèrica.
- Radiculopatia.
- Estenosi espinal.
- Malaltia celíaca, que pot cursar sense cap símptoma digestiu i les parestèsies poden ser la seva única manifestació.[23]
- Esclerosi múltiple.
- Atròfia muscular espinal.
- Mielitis transversa.
- Neuritis.
- Herpes zòster.
- Síndrome compartimental.
- Malaltia de Tay-Sachs.
- Espasticitat.
- Siringomièlia.
- Síndrome de dolor regional complex.
- Fibromiàlgia.
- Romandre en la mateixa posició assegut o aturat per un temps perllongat.
- Atac de pànic.
- Falta d'irrigació sanguínia a l'àrea. Per exemple, l'acumulació de placa a causa de ateroesclerosi en les cames pot causar dolor, entumiment i formigueig en caminar (es denomina claudicació).
- Pressió sobre els nervis espinals, com la que causa un disc herniat.
- La síndrome del túnel carpià pot causar entumiment o formigueig en les nines, dits, mans o avantbraços.
- Certes malalties, incloent-hi diabetis, hipotiroïdisme (baix nivell d'activitat de la glàndula tiroide), esclerosi múltiple, esclerosi lateral amiotròfica, convulsions o maldecaps de tipus migranya.
- Canvis en els electròlits, com a nivells anormals de calci, potassi o sodi en el cos.
- Deficiència de vitamina B12.
- Accident isquèmic transitori (AIT) o accident cerebrovascular.
- Certs medicaments.
- Acció tòxica sobre els nervis, com la del plom, l'alcohol o el tabac.
- Radioteràpia.
- Consum de drogues psicotròpiques (per exemple, LSD).
- Estats d'ansietat.
- Danys en la mielina (cèl·lules de glia que formen beines al voltant dels axons neuronals i permeten l'aïllament i el pas de l'impuls nerviós).
- Síndrome de Sturge-Weber

### Drogues
- Medicaments farmacèutics anticonvulsivants, com ara topiramat, sultiame o acetazolamida
- Síndrome d'abstinència de benzodiazepines
- Beta alanina
- Dextrometorfan (ús recreatiu)
- Ketorolac
- Intoxicació per lidocaïna
- Lomotil
- Òxid nitrós, exposició a llarg termini[24]
- Ritonavir[25]

## Diagnòstic
Un estudi de conducció nerviosa sol proporcionar informació útil per fer un diagnòstic. De vegades s'utilitza una ressonància magnètica o una TC per descartar determinades causes derivades de problemes del sistema nerviós central.

## Tractament
La parestèsia causada per un ictus pot rebre algun benefici temporal amb dosis altes de Baclofen diverses vegades al dia. Els pacients amb VIH que s'automediquen amb cànnabis informen que redueix els seus símptomes.
La parestèsia causada per herpes zòster es tracta amb la medicació antiviral adequada.